# Bell X-1

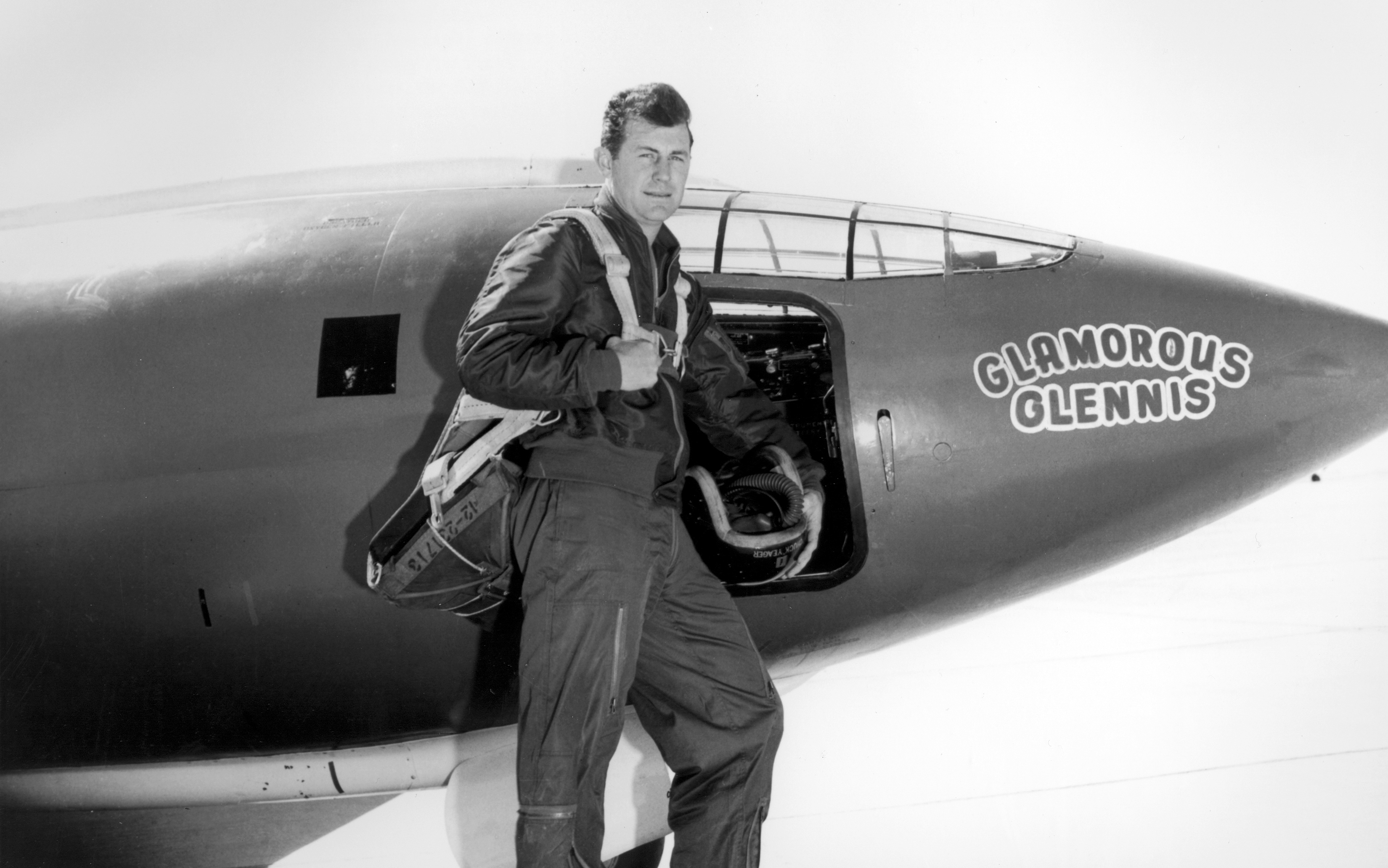
Chuck Yeager lângă primul avion care a depășit viteza sunetului

Bell X-1, denumit inițial XS-1, a fost un proiect experimental, proiectat și construit în 1945, primul avion care a depășit viteza sunetului (1 mach) în zbor orizontal, regulat, pilotat de Chuck Yeager. A atins o viteza de aproape 1000 mile/ora (1600 km/h).
Un alt avion a surprins |bangul sonic al avionului. Avionul a fost lansat de pe un alt avion deoarece avea un motor de rachetă și nu avea tren de aterizare. Deoarece nu avea tren de aterizare, a aterizat în mare.